# Protopitys
Protopitys ist eine ausgestorbene Pflanzengattung. Sie ist die einzige Gattung der Ordnung Protopityales und wird zu den Progymnospermen gestellt. Die Vertreter sind relativ schlecht bekannt.

## Merkmale
Die Sprossachsen zeigen im Querschnitt ein elliptisches Mark, an dessen beiden Enden je ein endarches primäres Leitbündel liegt. Die im sekundären Xylem gelegenen Tracheiden besitzen bei Protopitys buchiana leiterförmige Tüpfel, bei Protopitys scotica stehen die runden Hoftüpfel in mehreren Reihen (multiseriat). Die von Protopitys scotica bekannten Wurzeln sind diarch und besitzen kein sekundäres Xylem.
Blätter oder anderweitige photosynthetisch aktive Organe sind nicht bekannt.
Die Sporangien sitzen endständig an doppelt dichotomen Verzweigungen. Die Sporangien selbst sind länglich und öffneten sich längs. Die Sporen sind trilet und zwischen 75 und 355 Mikrometer groß. Sie besitzen eine extra-exinale Haut, die möglicherweise einen Saccus darstellte. Die starke Größenvarianz wird als Hinweis für eine mögliche Heterosporie interpretiert.

## Systematik
Die Protopityales werden aufgrund ihres gymnospermen Holzes und ihrer Fortpflanzungsweise zu den Progymnospermen gestellt. Es sind lediglich die beiden Arten Protopitys buchiana und Protopitys scotica bekannt.

## Belege
- Thomas N. Taylor, Edith L. Taylor: The Biology and Evolution of Fossil Plants, S. 458. Prentice Hall, Englewood Cliffs 1993, ISBN 0-13-651589-4